# Rhaphuma campanulifera
Rhaphuma campanulifera är en skalbaggsart som beskrevs av Aurivillius 1922. Rhaphuma campanulifera ingår i släktet Rhaphuma och familjen långhorningar.
Artens utbredningsområde är Filippinerna. Inga underarter finns listade i Catalogue of Life.